# Moore Pinnacle
Moore Pinnacle ist eine 2650 m hohe Felsnadel im Australischen Antarktis-Territorium. In der Britannia Range ragt sie im südlichen Teil des Massivs von Mount Olympus auf.
Das Advisory Committee on Antarctic Names benannte sie 2001 nach Kapitän Robert Rouse Moore (1904–1965), Schiffsführer der USS Mount Olympus, Flaggschiff der Operation Highjump (1946–1947).